# Pedra Lavrada
Pedra Lavrada là một đô thị thuộc bang Paraíba, Brasil. Đô thị này có diện tích 351,688 km², dân số năm 2007 là 6573 người, mật độ 18,7 người/km².